# 延吉新村
延吉新村是中華人民共和國上海市楊浦區的一個住宅，位於延吉中路和延吉東路附近。延吉新村佔地45公頃，建築面積47.7平方米，有多層樓房408幢。延吉新村共有7個分區（小村），始建於1980年。